# Eulogy for Evolution
Eulogy for Evolution (укр. Хвала еволюції) — перший сольний альбом ісландського мультиінструменталіста Олафура Арнальдса, записаний 2007 року.

## Перелік композицій
1. 0040 (4:27) (піаніно — Даґні Арнальдс (Dagný Arnalds))
2. 0048/0729 (5:23)
3. 0952 (3:03)
4. 1440 (6:55)
5. 1953 (8:04)
6. 3055 (5:24)
7. 3326 (3:37)
8. 3704/3837 (2:34)

## Учасники запису
- Обкладинка: Йонас Вальтіссон (Jónas Valtýsson)
- Віолончель: Сіґурдур Б'яркі Ґуннарссон (Sigurdur Bjarki Gunnarsson)
- Музика, аранжування: Олафур Арнальдс (Ólafur Arnalds)
- Фото: Стюарт Бейлз (Stuart Bailes)
- Піаніно, гітара, ударні, орган, бас, мелодика: Олафур Арнальдс (Ólafur Arnalds)
- Альт: Ґудмундур Крістмундссон (Gudmundur Kristmundsson)
- Скрипки: Ґрета Салом (Gréta Salome), Ольґа Бйорк Олафсдоттір (Olga Bjork Ólafsdottir), Роланд Гартвелл (Roland Hartwell)